# Maximilian Joseph von Tarnóczy
Maximilian Joseph von Tarnóczy, avstrijski rimskokatoliški duhovnik, škof in kardinal, * 24. oktober 1806, Schwaz, † 4. april 1876.

## Življenjepis
25. oktobra 1829 je prejel duhovniško posvečenje.
24. oktobra 1850 je bil imenovan za nadškofa Salzburga, 17. februarja 1851 je bil potrjen in 1. junija istega leta je prejel škofovsko posvečenje.
22. decembra 1873 je bil povzdignjen v kardinala in imenovan za kardinal-duhovnika S. Maria in Ara Coeli.